# Museo postale

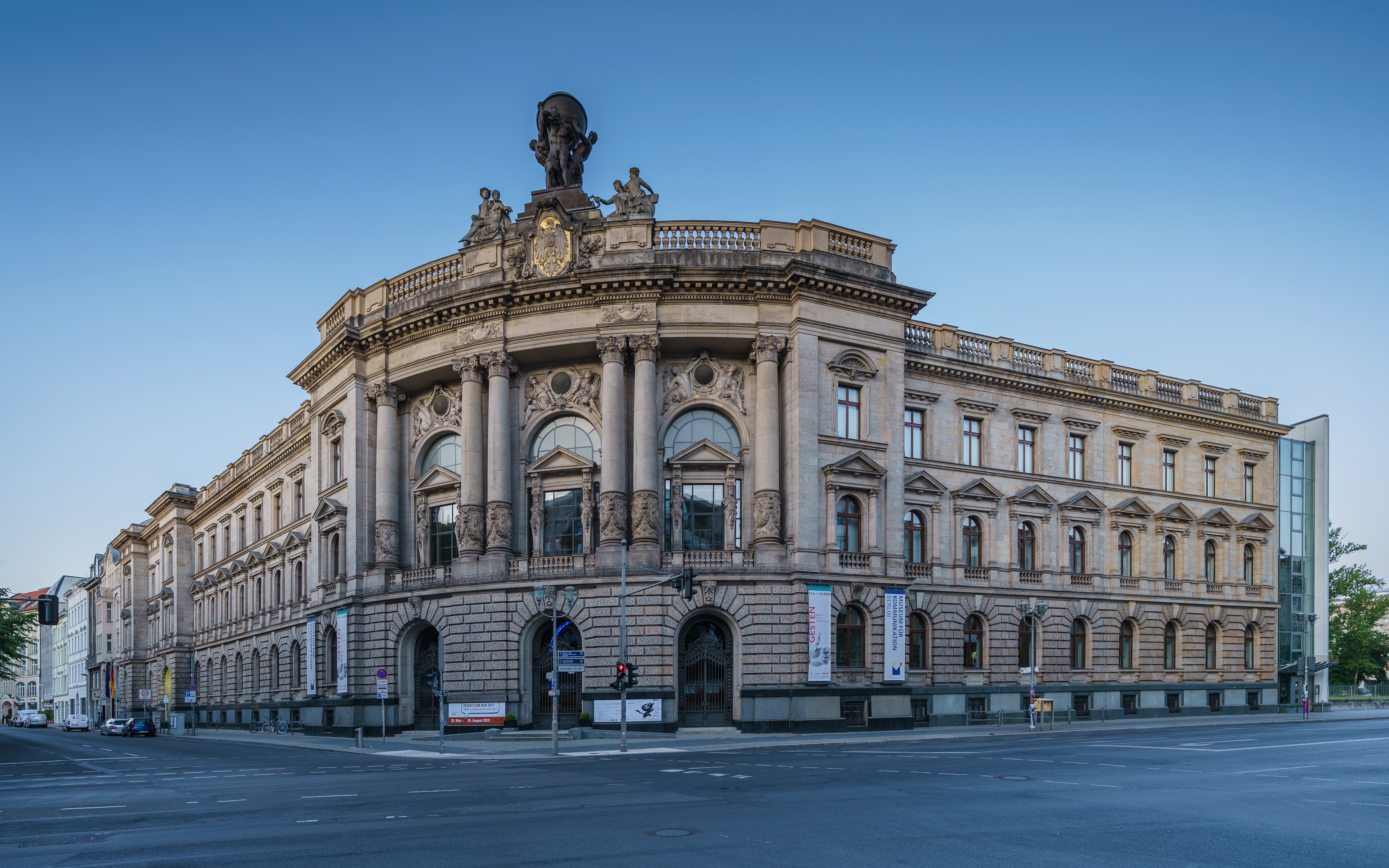
Il Museo della Comunicazione di Berlino (Germania)

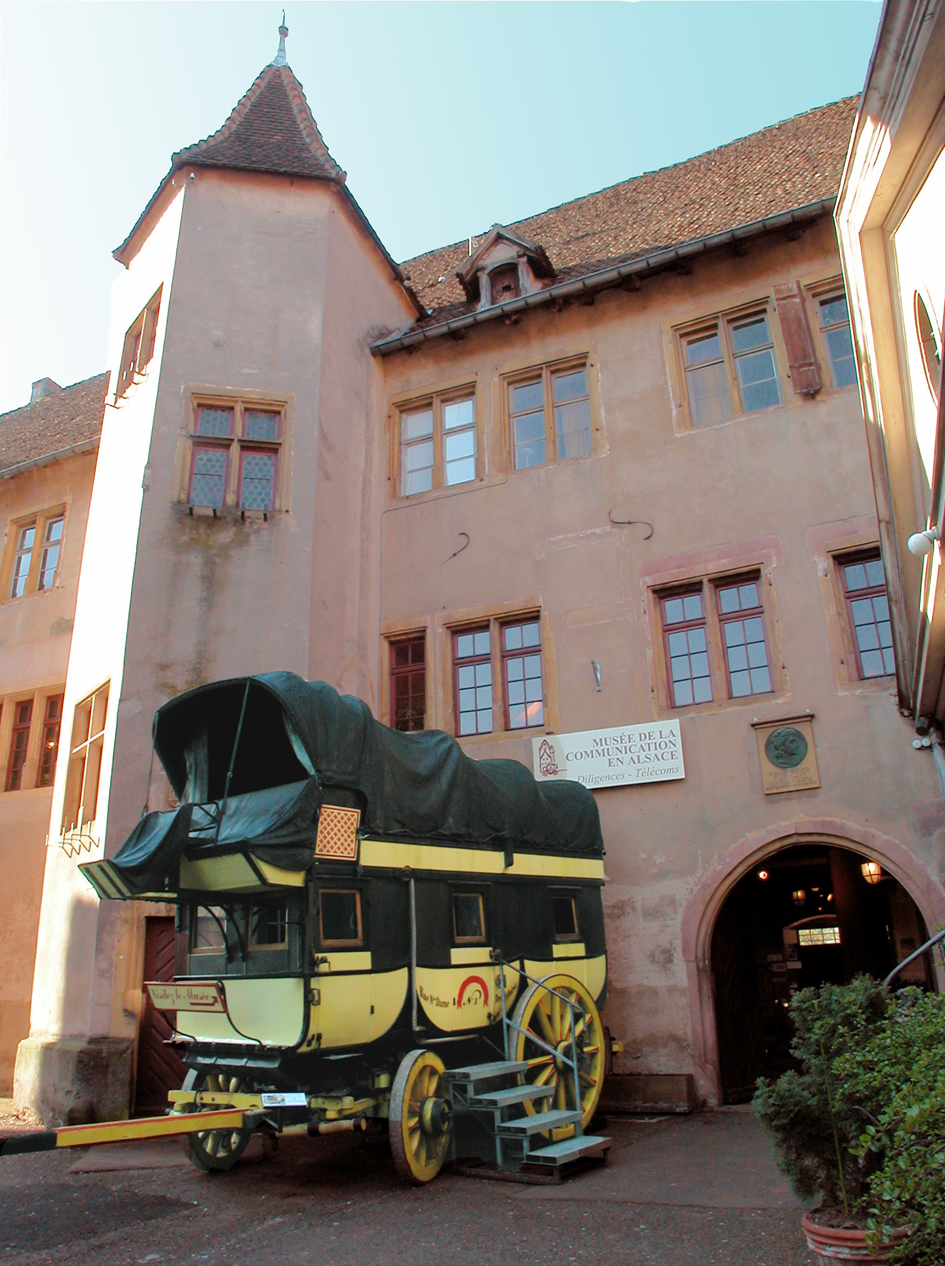
Museo della comunicazione di Riquewihr (Alsazia, Francia)

Il museo postale è museo specializzato nella raccolta, studio, conservazione ed esposizione di oggetti e documenti relativi alla storia dello sviluppo delle comunicazioni postali e telegrafiche.
Il museo postale generalmente espone collezioni di strutture postali, macchinari ed attrezzature postali e relative attività, oltre che di francobolli. Di solito, nei Musei postali nazionali è depositata la collezione statale di francobolli, la quale viene esposta in parte durante le mostre e fiere filateliche temporanee.
Spesso tali musei vengono chiamati anche musei della comunicazione, poiché le loro esposizioni, oltre alla storia della posta, presentano anche oggetti legati ad altri tipi di comunicazione, come telefax, telefoni, radio e televisioni e computer.

## Storia
Dal 1870 iniziarono ad emergere alcuni Musei postali nazionali, per la raccolta e la valorizzazione dei francobolli emessi dallo Stato.
Il primo museo postale fu fondato nel 1872 a Berlino, in Germania, il quale a partire dal 1886 contiene la più grande collezione ed esposizione al mondo di francobolli. In seguito furono aperti musei simili in Bulgaria, Francia e Russia.

## Africa

### Egitto
- The Post Museum, Il Cairo[4]

### Kenya
- German Postal Museum, Lamu[5]

### Mauritius
- National Postal Museum, Port Louis
- Blue Penny Museum, Port Louis

### Marocco
- Morocco Postal Museum[6]

### Sudafrica
- South African Post Office Museum[7]

## Americhe

### Brasile
- Former *Postal Museum and Telegraphic to *National Postal Museum

### Canada
- Canadian Postal Museum

### Cuba
- Cuban Postal Museum[8]

### Guatemala
- Guatemalan Postal & Philatelic Museum[9]

### Perù
- Museo Nacional Postal y Filatélico, Casa de Correos y Telegrafos, Lima

### Stati Uniti d'America

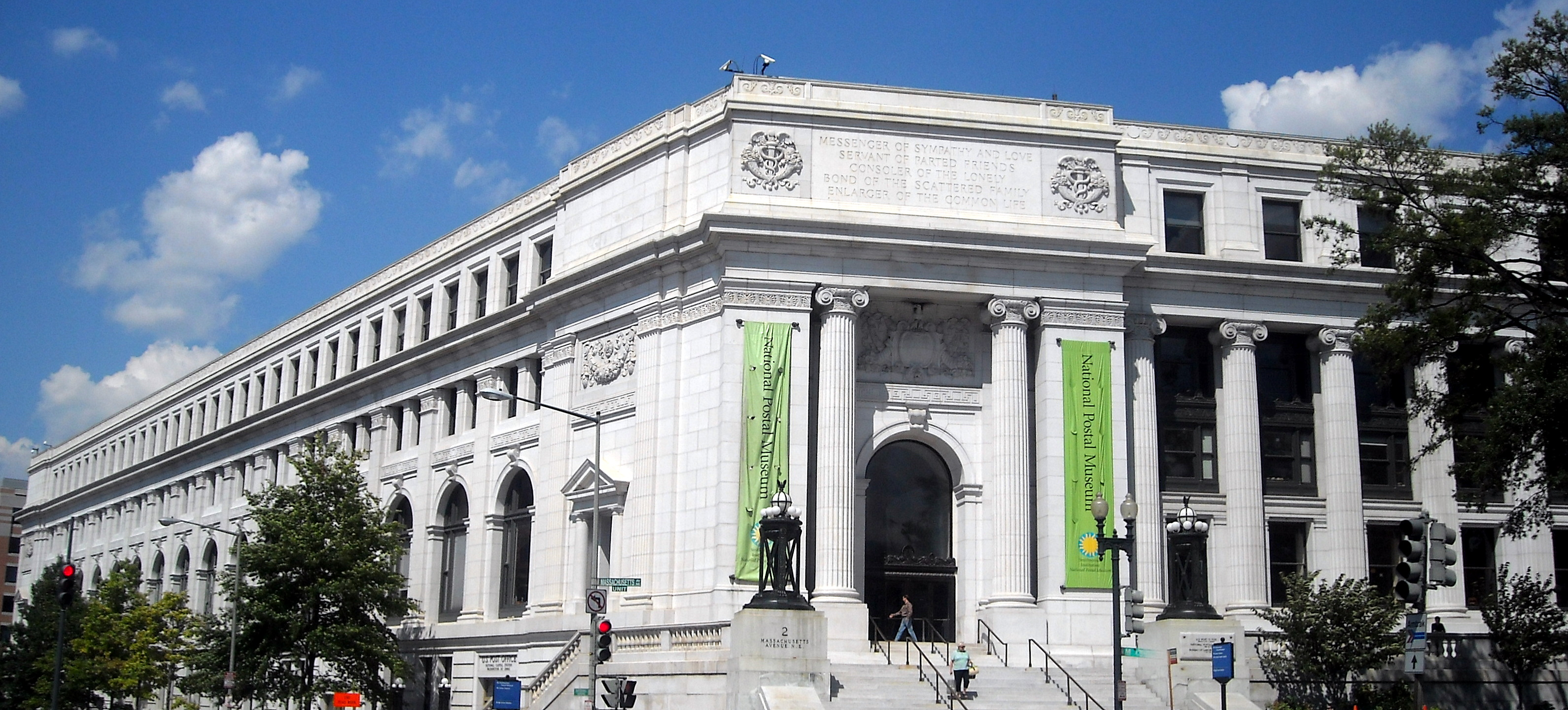
Museo postale nazionale, Washington

- Smithsonian National Postal Museum
- US Postal Museum, Marshall, Michigan[10] - secondo museo postale più grande degli USA[11]
- The Delphos Museum of Postal History[12]
- Florida Postal Museum

## Asia

### Arabia Saudita
- The Postal Museum, Riad[13]

### Cina
- China National Postal and Stamp Museum[14]
- Shanghai Postal Museum

### Corea del Nord

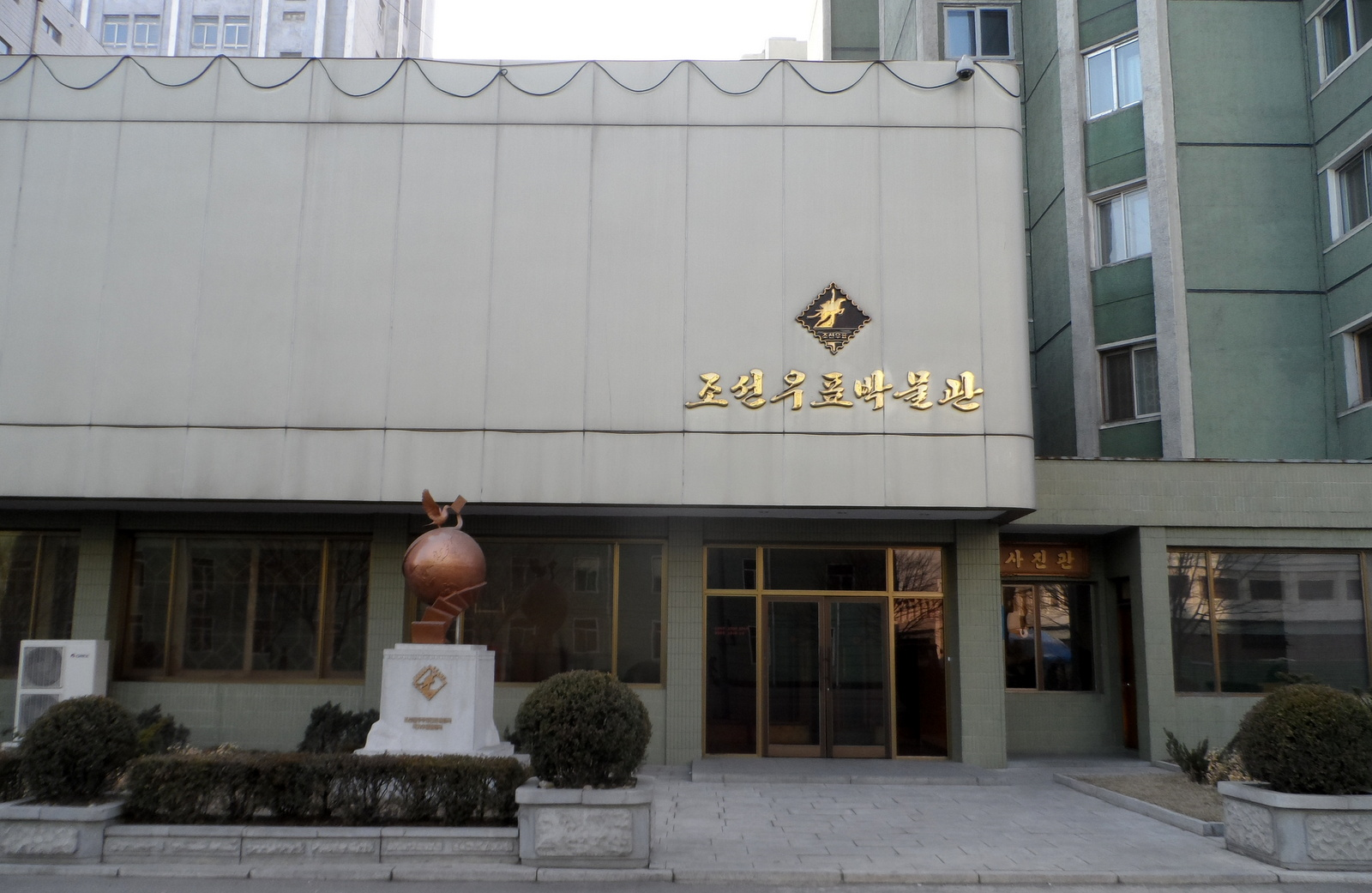
Museo del francobollo coreano di Pyongyang

- Museo del francobollo coreano, Pyongyang

### Corea del Sud
- Postal Museum of Korea, Cheonan, Chungcheongnam-do[15]
- Postal Memorial, Jongno-gu, Seul

### Emirati Arabi Uniti
- Emirates Postal Museum[16]

### Giappone
- Postal Museum Japan (郵政博物館) Tokyo[17]
- Missing Post Office (漂流郵便局) Kagawa

### Indonesia
- Indonesian Stamp Museum[18]

### Israele
- Alexander Museum of Postal History & Philately[19]

### Malesia

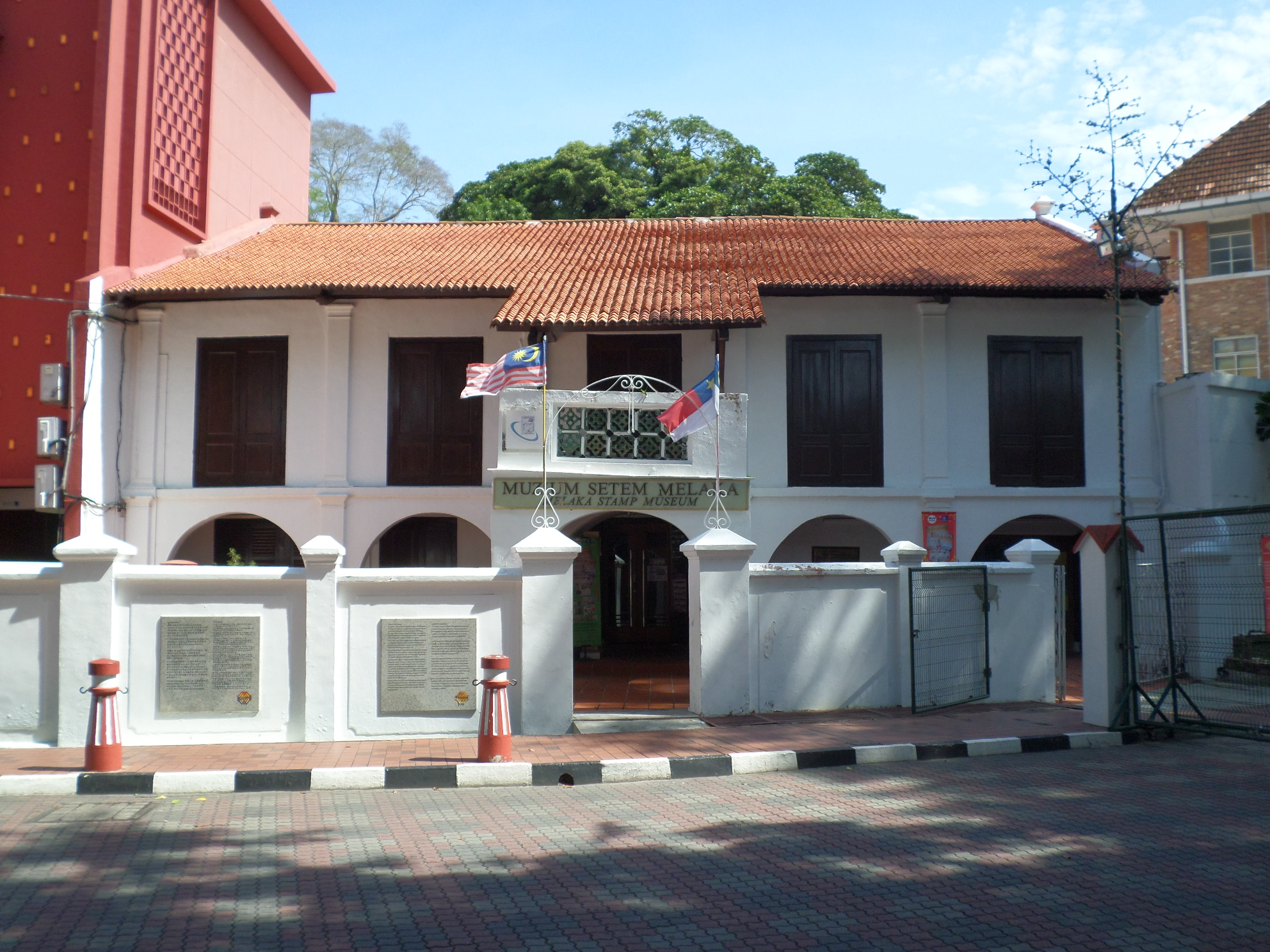
Muzium Setem Melaka, Malacca

- Museo filatelico, Malacca

### Singapore
- Singapore Philatelic Museum[20]

### Sri Lanka
- Postal museum, Colombo

### Pakistan
- Siddiqui Philatelic Museum, 22-J-Z Madina Town, Faisalabad

### Taiwan
- Chunghwa Postal Museum

### Uzbekistan
- Aloqa Tarixi Muzeyi, Tashkent

## Europa

### Andorra
- Museu Postal[21]

### Cipro
- The Philatelic Centre and Postal Museum[22]

### Danimarca
- Danish Post & Tele Museum, Copenaghen[23]
- Post and Telegraph History Museum, Århus[24]

### Estonia

Museo postale di Tartu

- Eesti Rahva Muuseumi Postimuuseum, Tartu

### Finlandia
- Postimuseo, Tampere

### Francia

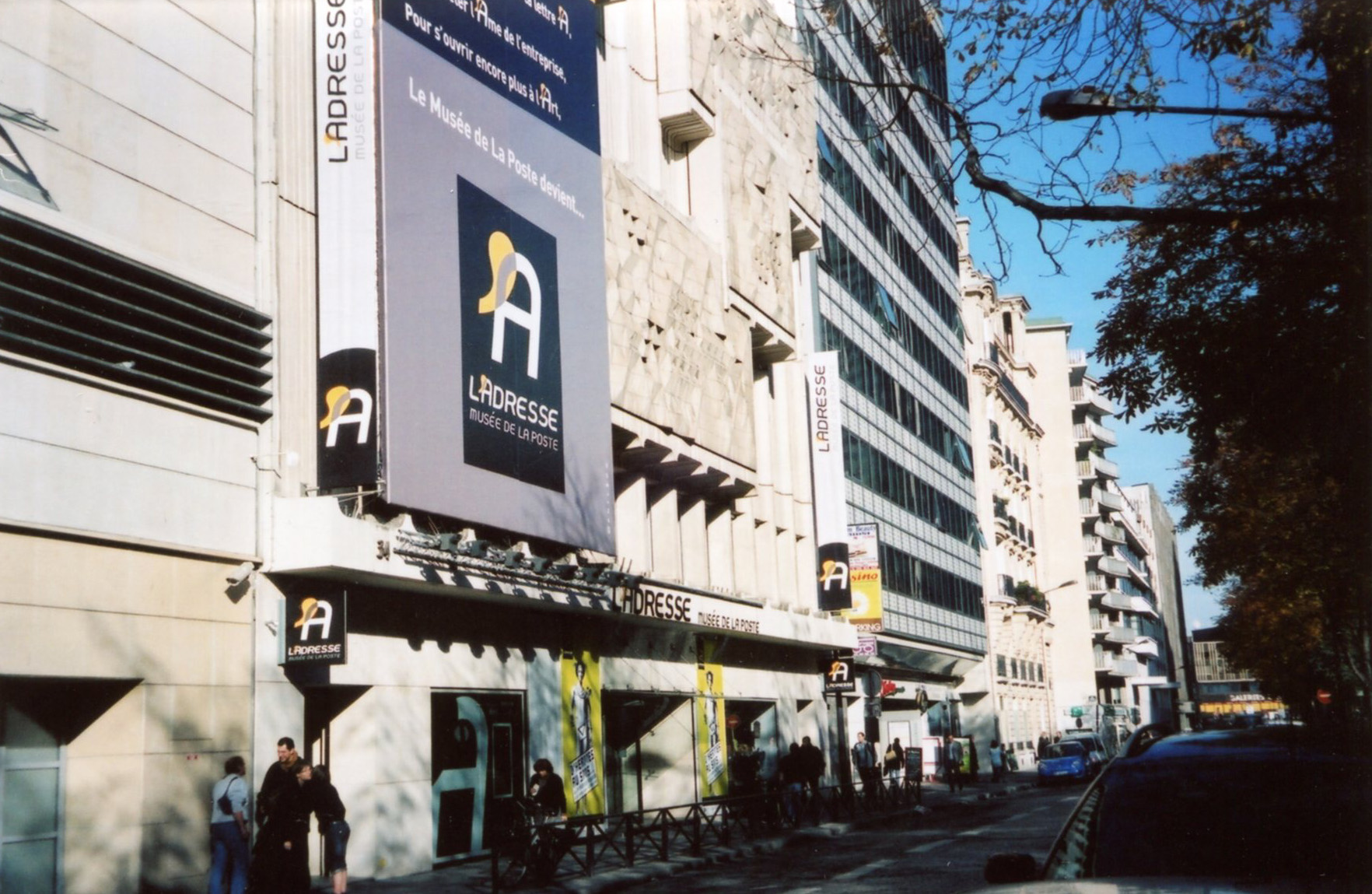
Musée de la Poste, Parigi

- Musée de La Poste, Parigi

### Germania
- Archiv für Philatelie, Bonn
- Museum für Kommunikation, Berlino[25]
- Museum für Kommunikation, Amburgo
- Museo postale della Renania, Erbes-Büdesheim
- Museum für Kommunikation, Francoforte

### Grecia
- Athens Postal & Philatelic Museum, Atene[26]

### Irlanda
- An Post Museum[27], Dublino

### Italia

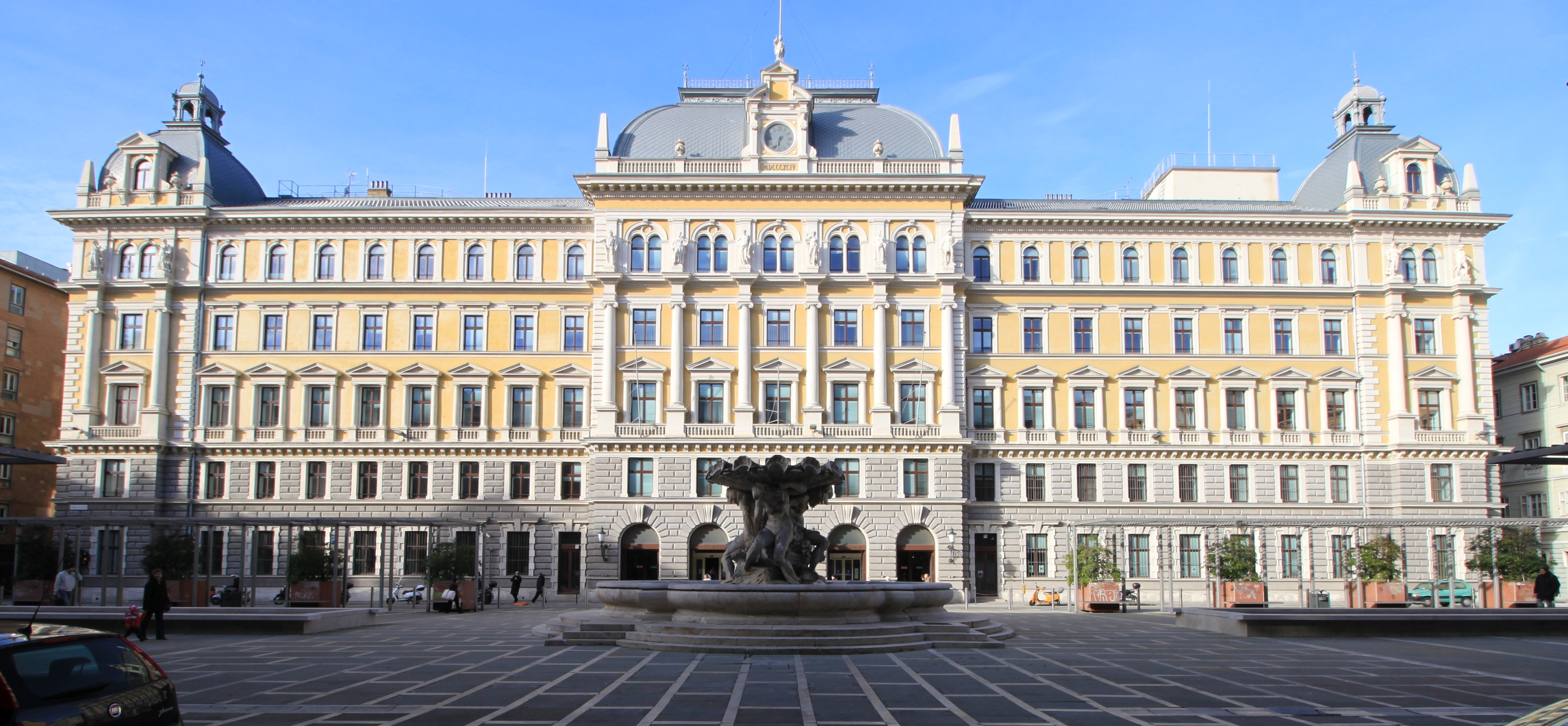
Museo postale e telegrafico della Mitteleuropa, Trieste

- Museo storico della comunicazione, Roma
- Museo postale e telegrafico della Mitteleuropa, Trieste[28]
- Museo dei Tasso e della storia postale, Camerata Cornello (Bergamo)
- Museo internazionale dell'immagine postale, Belvedere Ostrense (Ancona)

### Liechtenstein
- Postmuseum des Fürstentums Liechtenstein[29], Vaduz

### Lussemburgo
- Museo postale del Lussemburgo, Lussemburgo (città)

### Malta
- Malta Postal Museum, La Valletta

### Monaco
- Musée des Timbres et des Monnaies de Monaco, Fontvieille

### Paesi Bassi
- Museum voor Communicatie, L'Aia[30]

### Regno Unito
- Bath Postal Museum
- The British Postal Museum & Archive
- Colne Valley Postal Museum[31]
- Isle of Wight Postal Museum[32]
- Oakham Treasures, Gordano, Avon[33] housing the former collection held at Inkpen Postal Museum

### Repubblica ceca
- Czech Post Museum[34]

### Russia

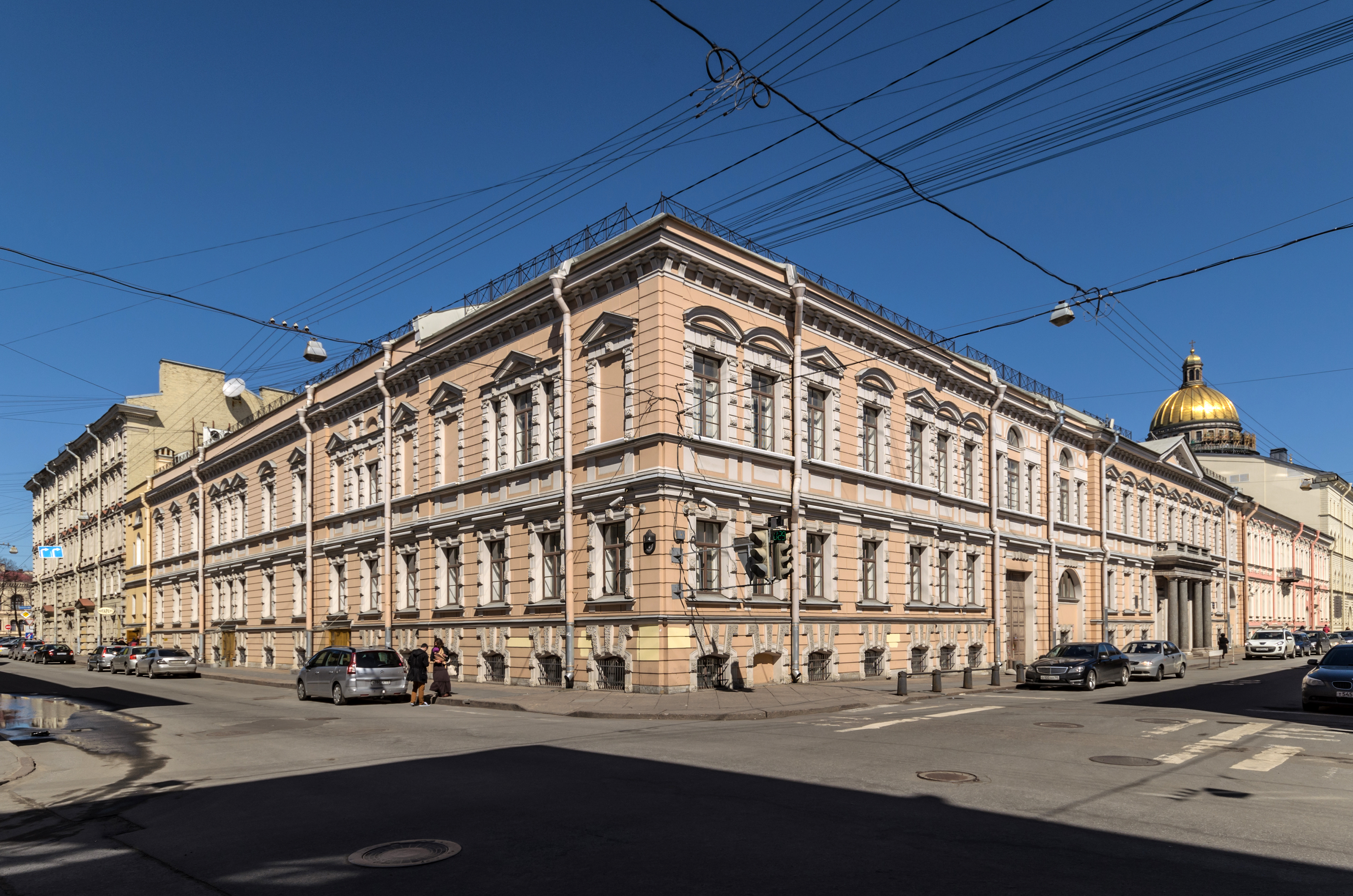
Museo centrale delle comunicazioni "A.S. Popov", San Pietroburgo

- Museo centrale delle comunicazioni "A.S. Popov", San Pietroburgo

### San Marino
- Museo postale e filatelico, Borgo Maggiore

### Slovenia
- Muzej pošte in telekomunikacij, Dobrova-Polhov Gradec[35]

### Svezia
- Postmuseum, Stoccolma

### Turchia
- PTT Müzesi, Istanbul[36]